# Monika Darlies
Monika Darlies (* 15. April 1919 in Wien; † im September 2007 ebenda; gebürtig Erika Bobretzky) war eine österreichische Theaterschauspielerin, die einige Jahre zum Ensemble des Wiener Burgtheaters gehörte.

## Leben
Darlies erlernte ihren Beruf an der Wiener Schauspielschule. Eines ihrer ersten Engagements führte sie an das Landestheater in Hermannstadt. Neben Margot Göttlinger, Ursula Boya, Lilo Nispel, Max Egmont Stury und Hermann Glaser gehörte sie zu den deutschsprachigen Mitgliedern des größtenteils rumänischen Ensembles. Während viele Mitglieder aufgrund eines Gesetzes, das die Zahl von ausländischen Bühnenschaffenden reglementierte, unter Pseudonym auftraten, spielte die vielbeschäftigte Darlies stets unter ihrem richtigen Namen. Sie verkörperte die „Luise Miller“ in Schillers „Kabale und Liebe“, das „Gretchen“ in Goethes „Faust“ und zeigte eine Bandbreite vom „12-jährigen Buben über den Vamp bis zur temperamentvollen Alten Dame“. Zum Zeitpunkt ihres Todes war Darlies neben Lilo Nispel (* 1920) die letzte Überlebende dieses Hermannstädter Ensembles. Eine Tournee im August 1944 nutzte sie gemeinsam mit dem Schauspielkollegen Ernst Kraus zur Flucht nach Österreich. Nach Ende des Zweiten Weltkrieges trat Darlies zunächst an verschiedenen Tourneebühnen auf wie der von  Maria Becker, Will Quadflieg und  Robert Freitag gegründeten Schauspieltruppe Zürich, für sie beispielsweise 1966 neben Quadflieg als „Sonja Alexandrowna“ in Anton Tschechows Onkel Wanja spielte. Daneben trat sie bei den Bregenzer Festspielen und 1962 als „Porzia“ in William Shakespeares Kaufmann von Venedig am Theater für Vorarlberg in Bregenz auf, ehe sie ein Engagement am renommierten Burgtheater in Wien erhielt, dem sie langjährig verbunden blieb. Dort verkörperte sie unter anderem ab 1965 im Wechsel mit Hedwig Pistorius die Mutter des Bräutigams in Henrik Ibsens Peer Gynt.
In Film- und Fernsehproduktionen war Darlies indes ein seltener Gast. Hier spielte sie unter anderem neben Maria Landrock in Friedrich Dammanns Aufruhr im Damenstift.

## Filmografie (Auswahl)
- 1941: Aufruhr im Damenstift
- 1963: Elektra (Fernsehfilm)